# Vollprüfung (Qualitätsmanagement)
Vollprüfung (auch Vollkontrolle, Stück-für-Stück-Prüfung oder 100%-Prüfung genannt) ist ein Begriff aus dem Qualitätsmanagement und steht für die vollzählige Prüfung aller Produkte einer Produktionscharge auf Teile mit Fehler (Ausschuss). Die Vollprüfung wird auch als Sortieren bezeichnet.

## Definition
Unter Vollprüfung versteht man die Überprüfung sämtlicher produzierten Einheiten in Bezug auf die vorgegebenen Prüfmerkmale. Im Gegensatz dazu wird bei der Stichprobenprüfung nur ein Teil der Einheiten geprüft.
DIN 55350-17 definiert die 100-%-Prüfung als Qualitätsprüfung an allen Einheiten eines Prüfloses.

## Unterscheidung von anderen Prüfarten
Die Vollprüfung darf nicht mit der vollständigen Qualitätsprüfung laut DIN 55350-17 verwechselt werden, die als Qualitätsprüfung hinsichtlich aller Qualitätsmerkmale definiert ist.
Eine Vollprüfung, bei der sämtliche gefundenen fehlerhaften Einheiten aussortiert werden, bezeichnet man als Sortierprüfung.
Werden die Einheiten bei einer Vollprüfung entsprechend den Ermittlungsergebnissen zur weiteren Verwendung in Klassen eingeordnet, so spricht man von Klassenprüfung (Klassierung nach DIN 55350-23).

## Fehlerarten bei der Vollprüfung
Bei der Vollprüfung werden folgende Fehlerarten unterschieden:
- Kritischer Fehler: Fehler, der für Personen, welche die Einheit nutzen, gefährlich ist oder eine unsichere Situation schafft bzw. Fehler, der die Funktion einer Einheit gefährdet
- Hauptfehler: nicht kritisch, kann aber zum Ausfall führen
- Nebenfehler: Fehler, der die Brauchbarkeit nicht wesentlich herabsetzt. Geringfügige Abweichung von den Vorgaben.

## Zweckmäßigkeit einer Vollprüfung
Die Vollprüfung ist zweckmäßig, wenn das Fertigungsverfahren noch nicht unter statistischer Kontrolle ist oder wenn Fehlerfolgekosten die Prüfkosten wesentlich übersteigen. Zwingend erforderlich ist die Vollprüfung bei lebenswichtigen Teilen
oder für Chargenfreigaben von Ausgangsmaterialien, bei denen die Qualität des gefertigten Produkts sich verändern kann. Falls bei einer Stichprobenprüfung der Anteil an fehlerhaften Teilen eine festgelegte Grenze übersteigt, wird bei vielen Fertigungsverfahren eine 100-%-Prüfung veranlasst, um fehlerhafte Teile frühzeitig aus dem folgenden Produktionsschritten auszuscheiden.